# Regla D'Hondt

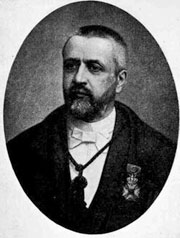
Victor D'Hondt

La regla (o fórmula) D'Hondt (neerlandès: [dɔnt]) és un sistema que inventà el matemàtic i advocat belga Victor D'Hondt el 1878 per repartir els escons en un sistema de representació proporcional plurinominal de partits. El mètode s'utilitza, entre altres llocs, a l'Argentina, Àustria, Bèlgica, Bulgària, Colòmbia, Croàcia, Escòcia, Eslovènia, Espanya, Finlàndia, Gal·les, Israel, el Japó, els Països Baixos, Polònia, Portugal, Suïssa, Turquia, Xile, i en alguns països europeus només per a les eleccions al Parlament Europeu. Aquest mètode és més proporcional que el mètode Sainte-Laguë, molt similar a aquest. Sovint s'usa el que s'anomena la regla D'Hondt modificada, en què només s'atorguen escons als partits que han superat un determinat percentatge de vots, denominat barrera electoral (per exemple, requereix aconseguir el 3% dels vots per tenir representació al Parlament de Catalunya i el Congrés dels Diputats de l'estat espanyol, i el 5% per a les Corts Valencianes).
Els resultats de l'aplicació d'aquesta fórmula són altament proporcionals si les circumscripcions tenen una magnitud relativament elevada.

## Procediment
Després d'escrutar tots els vots vàlids, es calculen quocients successius per a cada llista electoral. La fórmula dels quocients és
quocient{\displaystyle ={\frac {V}{s+1}}}
on:
- V representa el nombre total de vots rebuts per la llista, i
- s representa el nombre d'escons que cada llista s'ha emportat de moment, inicialment 0 per a cada llista.

El nombre de vots rebuts per cada llista es divideix successivament per cadascun dels divisors, des de 1 fins al nombre total d'escons a repartir. L'assignació d'escons es fa ordenant els quocients de major a menor i assignant a cadascun un escó fins que s'esgotin. A diferència d'altres sistemes, el nombre total de vots no intervé en el còmput.

### Exemple 1
Suposem unes eleccions a què es presenten cinc partits, entre els quals s'han de repartir set escons. Com que el nombre total de vots no compta, el resultat seria el mateix si concorreguessin més partits amb menys de 15.000 vots.
|      | Partit A | Partit B | Partit C | Partit D | Partit E |
| ---- | -------- | -------- | -------- | -------- | -------- |
| Vots | 340.000  | 280.000  | 160.000  | 60.000   | 15.000   |

Per començar l'assignació d'escons es dibuixa una taula de 7 files (nombre d'escons) per 5 columnes (nombre de partits). A la primera fila s'escriu el nombre total de vots rebuts per cada partit (divisor 1). És preferible ordenar els partits per nombre de vots, així se simplificaran les fases següents de l'algorisme.
A cada iteració es calculen els quocients per a cada partit i s'assigna un escó al partit amb el quocient més gran. Per a la següent iteració, es recalcula el quocient del partit que acaba de rebre un escó. Els altres partits mantenen el quocient, ja que no van rebre escó, i es repeteix el procés.
A la següent taula es mostra el resultat de les set iteracions.
|                      | Partit A              | Partit B              | Partit C              | Partit D             | Partit E            |
| -------------------- | --------------------- | --------------------- | --------------------- | -------------------- | ------------------- |
| Vots                 | 340.000               | 280.000               | 160.000               | 60.000               | 15.000              |
| Escó 1               | (340.000/1 =) 340.000 | (280.000/1 =) 280.000 | (160.000/1 =) 160.000 | (60.000/1 =) 60.000  |                     |
| Escó 2               | (340.000/2 =) 170.000 | (280.000/1 =) 280.000 | (160.000/1 =) 160.000 | (60.000/1 =) 60.000  | (15.000/1 =) 15.000 |
| Escó 3               | (340.000/2 =) 170.000 | (280.000/2 =) 140.000 | (160.000/1 =) 160.000 | (60.000/1 =) 60.000  | (15.000/1 =) 15.000 |
| Escó 4               | (340.000/3 =) 113.333 | (280.000/2 =) 140.000 | (160.000/1 =) 160.000 | (60.000/1 =) 60.000  | (15.000/1 =) 15.000 |
| Escó 5               | (340.000/3 =) 113.333 | (280.000/2 =) 140.000 | (160.000/2 =) 80.000  | (60.000/1 =) 60.000  | (15.000/1 =) 15.000 |
| Escó 6               | (340.000/3 =) 113.333 | (280.000/3 =) 93.333  | (160.000/2 =) 80.000  | (60.000/1 =) 60&.000 | (15.000/1 =) 15.000 |
| Escó 7               | (340.000/4 =) 85.000  | (280.000/3 =) 93.333  | (160.000/2 =) 80.000  | (60.000/1 =) 60.000  | (15.000/1 =) 15.000 |
| Escons assignats     | 3                     | 3                     | 1                     | 0                    | 0                   |
| Escons proporcionals | 2,78                  | 2,29                  | 1,31                  | 0,49                 | 0,12                |

A la següent taula es mostra el mateix procediment, però, en lloc de calcular els quocients conforme es van assignant els escons, s'han calculat tots els quocients en primer lloc. Cada fila correspon a un dels partits i cada columna correspon a un divisor. El número entre claudàtors indica l'ordre dins la seqüència. Les cel·les verdes són aquelles a què s'ha assignat un escó.
|          | /1          | /2          | /3          | /4     | /5     | /6     | /7     | Escons assignats | Escons proporcionals |
| -------- | ----------- | ----------- | ----------- | ------ | ------ | ------ | ------ | ---------------- | -------------------- |
| Partit A | [1] 340.000 | [3] 170.000 | [6] 113.333 | 85.000 | 68.000 | 56.667 | 48.571 | 3                | 2,78                 |
| Partit B | [2] 280.000 | [5] 140.000 | [7] 93.333  | 70.000 | 56.000 | 46.667 | 40.000 | 3                | 2,29                 |
| Partit C | [4] 160.000 | 80.000      | 53.333      | 40.000 | 32.000 | 26.667 | 22.857 | 1                | 1,31                 |
| Partit D | 60.000      | 30.000      | 20.000      | 15.000 | 12.000 | 10.000 | 8571   | 0                | 0,49                 |
| Partit E | 15.000      | 7.500       | 5.000       | 3.750  | 3.000  | 2.500  | 2.143  | 0                | 0,12                 |

En aquest exemple es fan servir les mateixes dades fictícies que les emprades en els exemples del mètode de la resta major per permetre comparacions. Suposant que es presentin set partits per triar 21 escons, els partits en reben 1.000.000 de vots repartits així:
|      | Partit A | Partit B | Partit C | Partit D | Partit E | Partit F | Partit G |
| ---- | -------- | -------- | -------- | -------- | -------- | -------- | -------- |
| Vots | 391.000  | 311.000  | 184.000  | 73.000   | 27.000   | 12.000   | 2.000    |

A la taula següent es mostra el repartiment. Cada fila correspon a un dels partits i cada columna correspon a un divisor. El número entre claudàtors indica el número d'ordre a la seqüència. Les cel·les de color verd són aquelles a què s'ha assignat un escó.
|          | /1          | /2          | /3          | /4          | /5          | /6          | /7          | /8          | /9          | /10    | Escons assignats | Escons proporcionals |
| -------- | ----------- | ----------- | ----------- | ----------- | ----------- | ----------- | ----------- | ----------- | ----------- | ------ | ---------------- | -------------------- |
| Partit A | [1] 391.000 | [3] 195.500 | [6] 130.333 | [8] 97.750  | [10] 78.200 | [13] 65.166 | [16] 55.857 | [18] 48.875 | [21] 43.444 | 39.100 | 9                | 8,21                 |
| Partit B | [2] 311.000 | [5] 155.500 | [7] 103.666 | [11] 77.750 | [14] 62.200 | [17] 51.833 | [20] 44.428 | 38.875      | 34.555      | 31.100 | 7                | 6,53                 |
| Partit C | [4] 184.000 | [9] 92.000  | [15] 61.333 | [19] 46.000 | 36.800      | 30.666      | 26.285      | 23.000      | 20.444      | 18.400 | 4                | 3,86                 |
| Partit D | [12] 73.000 | 36.500      | 24.333      | 18.250      | 14.600      | 12.166      | 10.428      | 9125        | 8111        | 7300   | 1                | 1,53                 |
| Partit E | 27.000      | 13.500      | 9.000       | 6.750       | 5.400       | 4.500       | 3.857       | 3.375       | 3.000       | 2.700  | 0                | 0,57                 |
| Partit F | 12.000      | 6.000       | 4.000       | 3.000       | 2.400       | 2.000       | 1.714       | 1.500       | 1.333       | 1.200  | 0                | 0,25                 |
| Partit G | 2.000       | 1.000       | 666         | 500         | 400         | 333         | 285         | 250         | 222         | 200    | 0                | 0,04                 |

## Proporcionalitat aproximada de la regla D'Hondt
La regla D'Hondt s'aproxima a la proporcionalitat en minimitzar la relació d'escons/vots més gran entre tots els partits. Aquesta relació també es coneix com a relació d'avantatge. Pel partit {\displaystyle p\in \{1,\dots ,P\}}, on {\displaystyle P} és el nombre total de partits, la relació d'avantatge és
{\displaystyle a_{p}={\frac {s_{p}}{v_{p}}},}
on
{\displaystyle s_{p}} fracció d'escons del partit {\displaystyle p}, {\displaystyle s_{p}\in [0,1],\;\sum _{p}s_{p}=1} ,
{\displaystyle v_{p}} – fracció de vots del partit {\displaystyle p}, {\displaystyle v_{p}\in [0,1],\;\sum _{p}v_{p}=1} .
La relació més gran d'avantatge,
{\displaystyle \delta =\max _{p}a_{p},}
mostra la sobre-representació del partit més votat entre tots els partits. El sistema D'Hondt assigna escons de forma que aquesta relació assoleixi el valor més petit possible,
{\displaystyle \delta ^{*}=\min _{\mathbf {s} \in {\mathcal {S}}}\max _{p}a_{p}} ,
on 
{\displaystyle \mathbf {s} =\{s_{1},\dots ,s_{P}\}} és una distribució d'escons entre tots els partits, i {\displaystyle {\mathcal {S}}} és el conjunt de totes les distribucions permeses. Amb això, el sistema D'Hondt divideix els vots entre vots exactament representats i vots residuals, minimitzant aquests darrers dins el procés. La fracció general de vots residuals és:
{\displaystyle \pi ^{*}=1-{\frac {1}{\delta ^{*}}}} .
Els residuals del partit {\displaystyle p} es calculen com
{\displaystyle r_{p}=v_{p}-(1-\pi ^{*})s_{p},\;r_{p}\in [0,v_{p}],\sum _{p}\,r_{p}=\pi ^{*}} .
Per veure com funciona i continuant amb l'exemple dels cinc partits de l'Exemple 1. El partit A té el 39,8 % dels vots, B té el 32,7 %, C 18,7 %, D 7 % i E 1,8 %. Quan el mètode D'Hondt els assigna 7 escons, A en té el 42,9 % dels escons, B també en té el 42,9 %, C el 14,3 % i D i E tots dos obtenen el 0 %. La relació d'avantatge d'A és 1,08, B 1,31, C 0,76 i D i E 0. La relació d'avantatge més gran pertany a B i té el valor de 1,31. Per tant, els residus totals són 1 - (1/1,31) = 0,24 o 24 %. Els residus del partit A són 7 %, de B 0 %, de C 7,8 %, D 7 % i E 1,8 %. Els vots representats del partit A són 32,7 %, de B 32,7 %, de C 10,9 %, i d'E i D tots dos 0 %.
| Partit | Rati dels vots | Rati dels escons | Relació d'avantatge | Residual | Vots representats |
| ------ | -------------- | ---------------- | ------------------- | -------- | ----------------- |
| A      | 39,8 %         | 42,9 %           | 1,08                | 7 %      | 32,7 %            |
| B      | 32,7 %         | 42,9 %           | 1,31                | 0 %      | 32,7 %            |
| C      | 18,7 %         | 14,3 %           | 0,76                | 7,8 %    | 10,9 %            |
| D      | 7 %            | 0 %              | 0                   | 7 %      | 0 %               |
| E      | 1,8 %          | 0 %              | 0                   | 1,8 %    | 0 %               |
| Totals | 100 %          | 100 %            |                     | 23,6 %   | 76,4 %            |

## Distorsió

### Influx de les lleis electorals als resultats
Algunes lleis electorals fixen un percentatge mínim de vots, de manera que els partits que no assoleixen aquest llindar o barrera electoral queden exclosos del còmput. Aquest percentatge se sol anomenar percentatge d'exclusió i no és part del sistema D'Hondt. El sistema D'Hondt té un efecte distorsiu menor quan la circumscripció és única. Si es divideix el territori on tenen lloc les eleccions en nombre alt de districtes i es combina això amb el sistema D'Hondt, la discrepància entre el percentatge de vots de cada partit i el percentatge d'escons de cada partit es dispara. D'altra banda, als sistemes de representació proporcional, el sistema D'Hondt és el que presenta la màxima distorsió. Altres sistemes, com el sistema Sainte-Laguë, el Sainte-Laguë modificat o el sistema danès, presenten una distorsió de les preferències menor. A més, depenent de la llei electoral, el percentatge de vots pot ser calculat sobre el conjunt total de vots o sobre el conjunt de vots vàlids (traient els nuls).
El percentatge d'exclusió es pot establir segons la circumscripció (àmbit on s'aplica el sistema D'Hondt), sobre totes les circumscripcions conjuntament o sobre alguna combinació de totes dues.

### Distorsió de preferències
Entre els diversos sistemes de repartiment similars, el sistema D'Hondt és el que produeix més distorsió del vot. Una mesura definida amb la fórmula:
{\displaystyle D={\frac {1}{2}}\sum _{i=1}^{n}|v_{i}-s_{i}|}
i està fitada superiorment per:
{\displaystyle D\leq {\frac {1}{2}}\left[(1-v_{w})+(n-1)v_{r}\right]}
on:
{\displaystyle n\,} és el nombre total de partits.
{\displaystyle v_{i}\,} és el percentatge de vot del partit i -èsim.
{\displaystyle s_{i}\,} és el percentatge d'escons del partit i -èsim.
{\displaystyle v_{w}\,} el llindar de vots amb què un partit obtindria tots els escons d'una circumscripció.
{\displaystyle v_{r}\,} el llindar de vots mínim a partir del qual un partit obté escó en una circumscripció.
Cal observar que aquesta fórmula és una mesura numèrica del que difereixen els percentatges de vot {\displaystyle v_{i}} del percentatge d'escons {\displaystyle s_{i}}, òbviament per a un sistema en què el percentatge d'escons igualés el percentatge de vot {\displaystyle s_{i}=v_{i}} (proporcionalitat estricta) es tindria D = 0. En un cas real sense proporcionalitat estricta, el valor de D dependrà òbviament del llindar legal mínim per obtenir representació {\displaystyle v_{w}}, així com del nombre de partits existents n. La distorsió D augmenta en sistemes de nombre de partits elevat, i amb un llindar de vots mínim {\displaystyle v_{r}} elevat.

### Exemples de distorsió D'Hondt i Sainte-Laguë
| Partits  | % vot | Esc. a repartir | Esc. teòrics | Esc. D'Hondt | Dif. | Distorsió |
| -------- | ----- | --------------- | ------------ | ------------ | ---- | --- |
| Partit A | 60%   | 10              | 6            | 7            | -1   | {\displaystyle D={1 \over 2}\sum _{i=1}^{4}\|v_{i}-s_{i}\|={1 \over 2}(\|0\|+\|0,4\|+\|0,6\|+\|-1\|)\Rightarrow {\boldsymbol {D={\color {Red}1}}}} |
| Partit B | 16%   | 10              | 1,6          | 1            | 0,6  | {\displaystyle D={1 \over 2}\sum _{i=1}^{4}\|v_{i}-s_{i}\|={1 \over 2}(\|0\|+\|0,4\|+\|0,6\|+\|-1\|)\Rightarrow {\boldsymbol {D={\color {Red}1}}}} |
| Partit C | 14%   | 10              | 1,4          | 1            | 0,4  | {\displaystyle D={1 \over 2}\sum _{i=1}^{4}\|v_{i}-s_{i}\|={1 \over 2}(\|0\|+\|0,4\|+\|0,6\|+\|-1\|)\Rightarrow {\boldsymbol {D={\color {Red}1}}}} |
| Partit D | 10%   | 10              | 1            | 1            | 0    | {\displaystyle D={1 \over 2}\sum _{i=1}^{4}\|v_{i}-s_{i}\|={1 \over 2}(\|0\|+\|0,4\|+\|0,6\|+\|-1\|)\Rightarrow {\boldsymbol {D={\color {Red}1}}}} |

| Partits  | % vot | Esc. a repartir | Esc. teòrics | Esc. Sainte-Laguë | Dif. (Vi-Si) | Distorsió |
| -------- | ----- | --------------- | ------------ | ----------------- | ------------ | --- |
| Partit A | 60%   | 10              | 6            | 6                 | 0            | {\displaystyle D={1 \over 2}\sum _{i=1}^{4}\|v_{i}-s_{i}\|={1 \over 2}(\|0\|+\|-0,4\|+\|0,4\|+\|0\|)\Rightarrow {\boldsymbol {D={\color {Red}0,4}}}} |
| Partit B | 16%   | 10              | 1,6          | 2                 | -0,4         | {\displaystyle D={1 \over 2}\sum _{i=1}^{4}\|v_{i}-s_{i}\|={1 \over 2}(\|0\|+\|-0,4\|+\|0,4\|+\|0\|)\Rightarrow {\boldsymbol {D={\color {Red}0,4}}}} |
| Partit C | 14%   | 10              | 1,4          | 1                 | 0,4          | {\displaystyle D={1 \over 2}\sum _{i=1}^{4}\|v_{i}-s_{i}\|={1 \over 2}(\|0\|+\|-0,4\|+\|0,4\|+\|0\|)\Rightarrow {\boldsymbol {D={\color {Red}0,4}}}} |
| Partit D | 10%   | 10              | 1            | 1                 | 0            | {\displaystyle D={1 \over 2}\sum _{i=1}^{4}\|v_{i}-s_{i}\|={1 \over 2}(\|0\|+\|-0,4\|+\|0,4\|+\|0\|)\Rightarrow {\boldsymbol {D={\color {Red}0,4}}}} |

### Altres tipus de distorsions
Si la circumscripció de l'exemple anterior de 10 escons es divideix en dues circumscripcions de 5 escons i cada circumscripció vota els percentatges del mateix exemple, per regla de tres, els 10 % de D donen 0,5 escons a cada circumscripció i es perden, perquè no arriben a arrodonir-se a un escó sencer ni amb el mètode D'Hondt (4A, 1B, 0C, 0D; D=1,2) ni amb Sainte-Laguë (3A, 1B, 1C, 0D; D=0,8).
Aquestes distorsions per divisió en circumscripcions amb pocs escons es donen molt a Espanya per al repartiment d'escons al Congrés dels Diputats. Hi ha 350 escons a repartir entre 50 circumscripcions, per la qual cosa, amb un repartiment per igual, cada circumscripció tindria 7 escons a repartir. Tot i això, el problema a Espanya és que els escons són assignats desproporcionadament, afavorint les circumscripcions petites o rurals.
Així, una circumscripció amb 5 escons (Ciutat Real, per exemple), amb una població que pot ser 2,5 vegades més petita que una circumscripció amb 10 escons (Múrcia, per exemple), té un pes de vot de 1,25. Vegeu el pes de 1,6 Lleida/Barcelona, pes 4 Sòria/Madrid. Popularment aquestes distorsions per circumscripcions petites i desproporcionades són falsament atribuïdes al mètode D'Hondt.